# Saint-Ythaire
Saint-Ythaire ist eine ehemalige französische Gemeinde mit 131 Einwohnern (Stand 1. Januar 2022) im Département Saône-et-Loire in der Region Bourgogne-Franche-Comté. Sie gehörte zum Arrondissement Mâcon und zum Gemeindeverband Clunisois.
Der Erlass vom 26. Juli 2022 legte mit Wirkung zum 1. Januar 2023 die Eingliederung von Saint-Ythaire als Commune déléguée zusammen mit der früheren Gemeinde Bonnay zur neuen Commune nouvelle Bonnay-Saint-Ythaire fest.

## Geografie
Saint-Ythaire liegt etwa 15 Kilometer nördlich von Cluny und etwa 30 Kilometer westlich von Tournus in den Bergen des nordwestlichen Mâconnais, das als nördlichster Ausläufer des Zentralmassives gilt. Die kleinen Flussläufe entwässern nach Osten zur Grosne oder nach Westen zu deren Nebenfluss Guye. Im Norden und Süden des Orts breiten sich größere Wälder aus (Bois Fouchard, Bois Dieu, Bois de Montenard, Bois des Grands Chênes). Etwa in der Mitte liegt mit dem 411 m über dem Meer gelegenen Chassignot der höchste Punkt des Ortes. Zu Saint-Ythaire gehören die Dörfer Bierre, Montagny, Saint-Ythaire und Vaux sowie kleine Weiler und Einzelhöfe. Nachbargemeinden von Saint-Ythaire waren Burzy im Norden, Curtil-sous-Burnand im Nordosten, Bonnay im Osten und Süden, Sigy-le-Châtel im Südwesten sowie Saint-Huruge im Westen.

## Geschichte
Das Dorf hieß früher Mont-Aynard, der Name lebt im bewaldeten Hügel Montenard (358 m) fort. Neben den Ruinen von des Schlosses von Aynarderwähnen alte Schriften auch die Existenz eines Sanctus Iterius, woraus sich später der Name Name Saint-Ythaire (besser bekannt als Saint Hilaire) entwickelte.
Für die Kirche Saint-Barthélémy ernannte der Bischof zwischen 1019 und 1030 einen Erzpriester namens Rousset.
Während der Zeit der Französischen Revolution hieß die Gemeinde Monteynard.

### Bevölkerungsentwicklung
| Jahr      | 1962 | 1968 | 1975 | 1982 | 1990 | 1999 | 2006 | 2015 |
| Einwohner | 193  | 183  | 139  | 157  | 145  | 122  | 118  | 125  |

Im Jahr 1831 wurde mit 1091 Bewohnern die bisher höchste Einwohnerzahl ermittelt. Die Zahlen basieren auf den Daten von cassini.ehess und INSEE.

## Sehenswürdigkeiten
Die Kirche Saint-Barthélemy (St. Bartholomäus) besitzt einen romanischen Glockenturm aus dem 12. Jahrhundert. Das ursprüngliche Kirchenschiff wurde 1645 um eine Seitenkapelle erweitert, die Saint-Claude gewidmet war, eine weitere Seitenkapelle folgte 1669, gewidmet Saint-Nicolas. Nach Osten ausgerichtet. Im 19. Jahrhundert wurden Restaurierungsarbeiten durchgeführt: dabei wurde der alte Chor entfernt und nach Westen durch einen neoromanischen Chor ersetzt. Der Eingang wurde unter die Ostseite des Glockenturms versetzt, wodurch man die Orientierung der Kirche um 180° drehte.

## Wirtschaft und Infrastruktur
Im Ort sind vier Weinbaubetriebe ansässig. Die Rebflächen befinden sich südlich von Vaux und südwestlich von Montagny und umfassen zusammen etwa fünf Hektar. Die Winzer von Saint-Ythaire dürfen ihre Erzeugnisse unter der Herkunftsbezeichnung Mâcon AOC vermarkten.

## Belege
1. ↑  RECUEIL DES ACTES ADMINISTRATIFS N°71-2022-124. (PDF) Département Saône-et-Loire, 1. August 2022, S. 80–83, abgerufen am 28. November 2022 (französisch).
2. ↑  Kirche auf pastourisme71.com (PDF-Datei, französisch)
3. ↑  À l’instar de quelque cent cinquante autres communes de Saône-et-Loire dont le nom se rapportait à la religion ou à l’Ancien Régime. Quelle: E. Lauxeur, Les changements de noms des communes de Saône-et-Loire pendant la Révolution, article paru dans la revue « Images de Saône-et-Loire » n° 4 d’avril 1970, S. 9 bis 13.
4. ↑  Saint-Ythaire auf cassini.ehess.fr
5. ↑  Saint-Ythaire auf insee.fr
6. ↑  Winzer auf annuaire-mairie.fr